# Le Réveil (film)
Pour les articles homonymes, voir Le Réveil.
 (juillet 2025).
Pour plus de détails, voir Fiche technique et Distribution.
Le Réveil est un court métrage franco-belge écrit, produit et réalisé par Marc-Henri Wajnberg, sorti en 1996. Il a reçu 22 prix internationaux dont le Rail d'Or à Cannes en 1996.

## Synopsis
Robert ne se réveille pas facilement - c'est le moins qu'on puisse dire. Et Robert, de par sa fonction, n'a pas le choix : il DOIT se réveiller. Alors il a mis au point tout un appareillage complexe - et impitoyable - pour le forcer à quitter son lit.

## Fiche technique
- Titre : Le Réveil
- Réalisation :Marc-Henri Wajnberg
- Réalisation : Marc-Henri Wajnberg
- Scénario : Marc-Henri Wajnberg
- Musique : Gérald Fenerberg
- Photographie : Michel Baudour
- Montage : Hélène Ducret
- Son et montage son : Jean-Jacques Quinet
- Décors : Pierre-François Limbosch
- Production : Alexander Wajnberg et Marc-Henri Wajnberg
- Société de production : Alya Productions, Canal+, Panic Productions et Wajnbrosse Productions
- Genre : Comédie
- Pays :  Belgique et  France
- Durée : 7 minutes
- Caractéristique techniques : 35 mm (positif & négatif), couleurs, 1 x 1,85, Dolby stéréo
- Dates de sortie : 
  -  France : mai 1996 (Festival de Cannes)

## Distribution
- Jean-Claude Dreyfus : Robert